# Milena Milani
Milena Milani (Savona, 24 dicembre 1917 – Savona, 9 luglio 2013) è stata una scrittrice, giornalista e artista italiana.

## Biografia

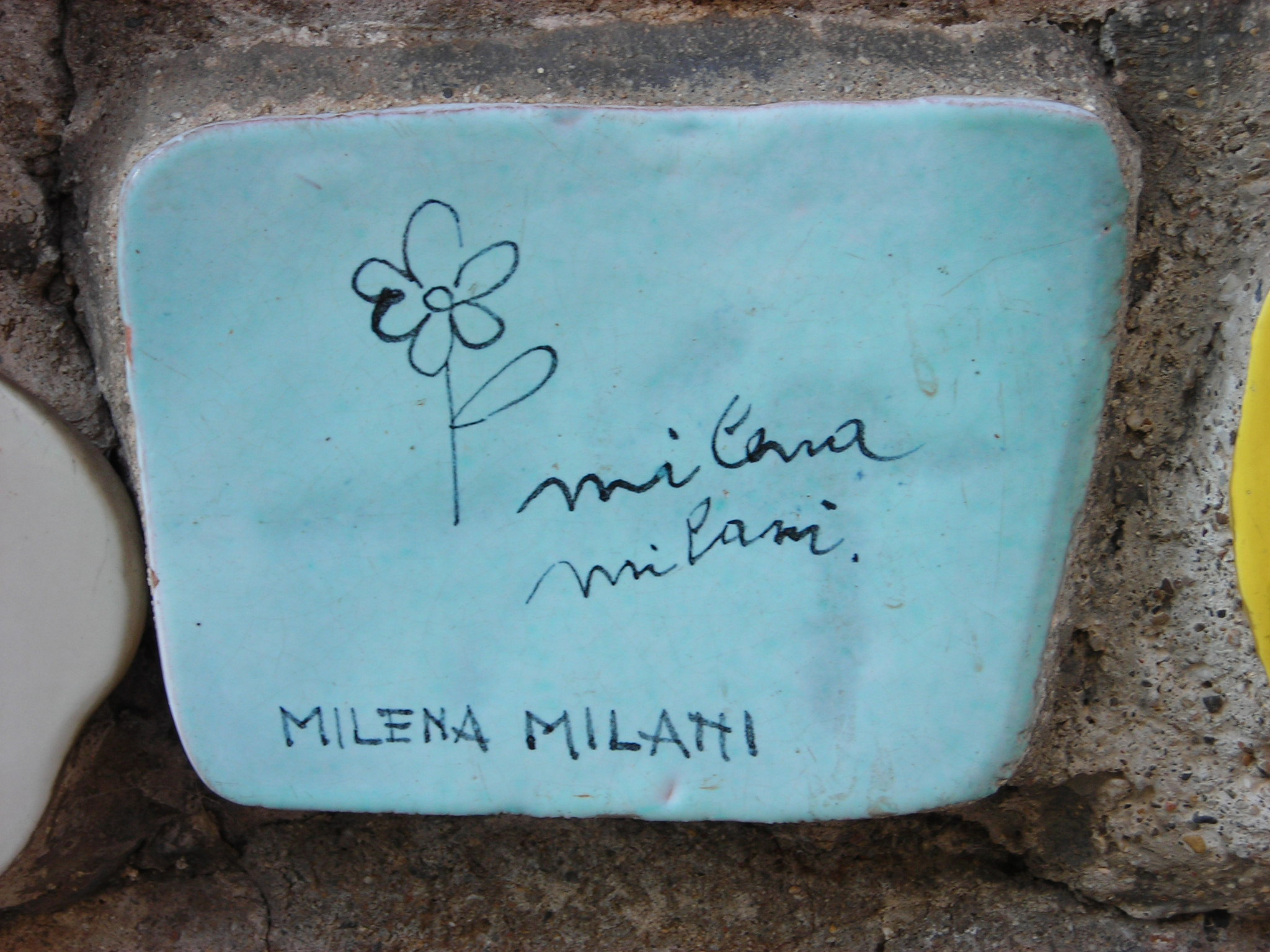
La piastrella del Muretto di Alassio autografata dalla Milani

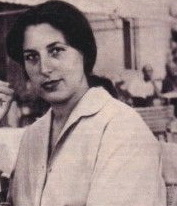
Milena Milani

Nata a Savona nel 1917 (e non nel 1922, come dichiarò per decenni), abita davanti agli impianti ferroviari sul Letimbro, al civico n° 6 di Via Quattro Novembre (allora faceva parte di Via Venti Settembre), in un edificio all'avanguardia per quei tempi. Il padre, Tullio Milani, agronomo, era nato a Livorno. La madre, Anna Antonione, era nativa di Dogliani. Più volte ha ricordato d'essere stata battezzata Milena poiché, se fosse nata maschio, l'avrebbero chiamata "Lenin". A Savona, Milani completa gli studi presso l'Istituto magistrale conseguendo il diploma.
Frequenta poi l'Università La Sapienza di Roma. Nel 1941 è lettrice per la poesia ai Littoriali di Sanremo. È una presenza vivace sul giornale del GUF, Roma fascista, cui collabora con servizi sull'arte di guerra e sulla gioventù femminile universitaria tedesca. I rapporti con Benito Mussolini e con il fascismo tuttavia si incrinano quando diventa frequentatrice a Roma del gruppo di intellettuali che si riuniscono nella terza saletta del Caffè Aragno. Inoltre, con alcuni studenti guidati da Giuseppe Ungaretti e Corrado Alvaro, partecipa all'occupazione di un quotidiano fascista in via del Tritone. Nel 1942 incontra a Roma Filippo Tommaso Marinetti che la nomina "Comandante generale di tutte le donne futuriste d'Italia".
Nel 1943 viene costretta per intervento delle SS a lasciare Roma e, grazie a un lasciapassare, si stabilisce a Venezia. In questa città avviene l'incontro con il collezionista e mercante d'arte Carlo Cardazzo, poi suo compagno fino al 1963, col disaccordo della di lui famiglia. Giornalista sportiva, seguì il Giro d'Italia per la rivista Il Campione.
Negli anni sessanta, il suo romanzo La ragazza di nome Giulio, edito da  Longanesi, diventa un caso letterario ed editoriale. Apparso nel 1964, il libro è al centro di polemiche e viene presto sequestrato; sia l'autrice che lo scrittore Mario Monti, direttore di Longanesi, sono processati e condannati a sei mesi di reclusione per pubblicazione oscena oltraggiante il senso del pudore, il 22 marzo 1966. Numerosi intellettuali italiani, a cominciare da Giuseppe Ungaretti, si schierano a fianco della Milani, che viene successivamente assolta con formula piena nel processo di appello del 1967, con la motivazione che: «Gli spunti erotici si inseriscono armoniosamente nel tessuto narrativo e rispondono alle esigenze descrittive che il tema della donna condannata alla solitudine suggeriva e che sono state felicemente realizzate nell'unità poetica dell'opera»; era difesa dall'avvocato Salvatore La Villa. Tradotto in numerose lingue e molto venduto specialmente in Francia, Stati Uniti e Gran Bretagna, il libro ha raggiunto la quindicesima edizione e ne è stato tratto un film omonimo nel 1970. Nel 1966 la Milani è comparsa nel film Scusi, lei è favorevole o contrario? di Alberto Sordi.
Negli anni settanta Milena Milani abitava in Via Amilcare Ponchielli, ad Albissola Marina, nel condominio chiamato "Casa di vetro". In quel periodo frequentava, a Milano, via Ercole Oldofredi, dove era la sede della Rusconi Libri che pubblicava le sue opere letterarie. Una sfruttata battuta era: «Milena Milani a Milano». Nel 1983 pubblica Io donna e gli altri (edito da Longanesi), una storia d'amore dedicata a un uomo che non ritorna e che la protagonista ricerca attraverso città e paesaggi differenti.

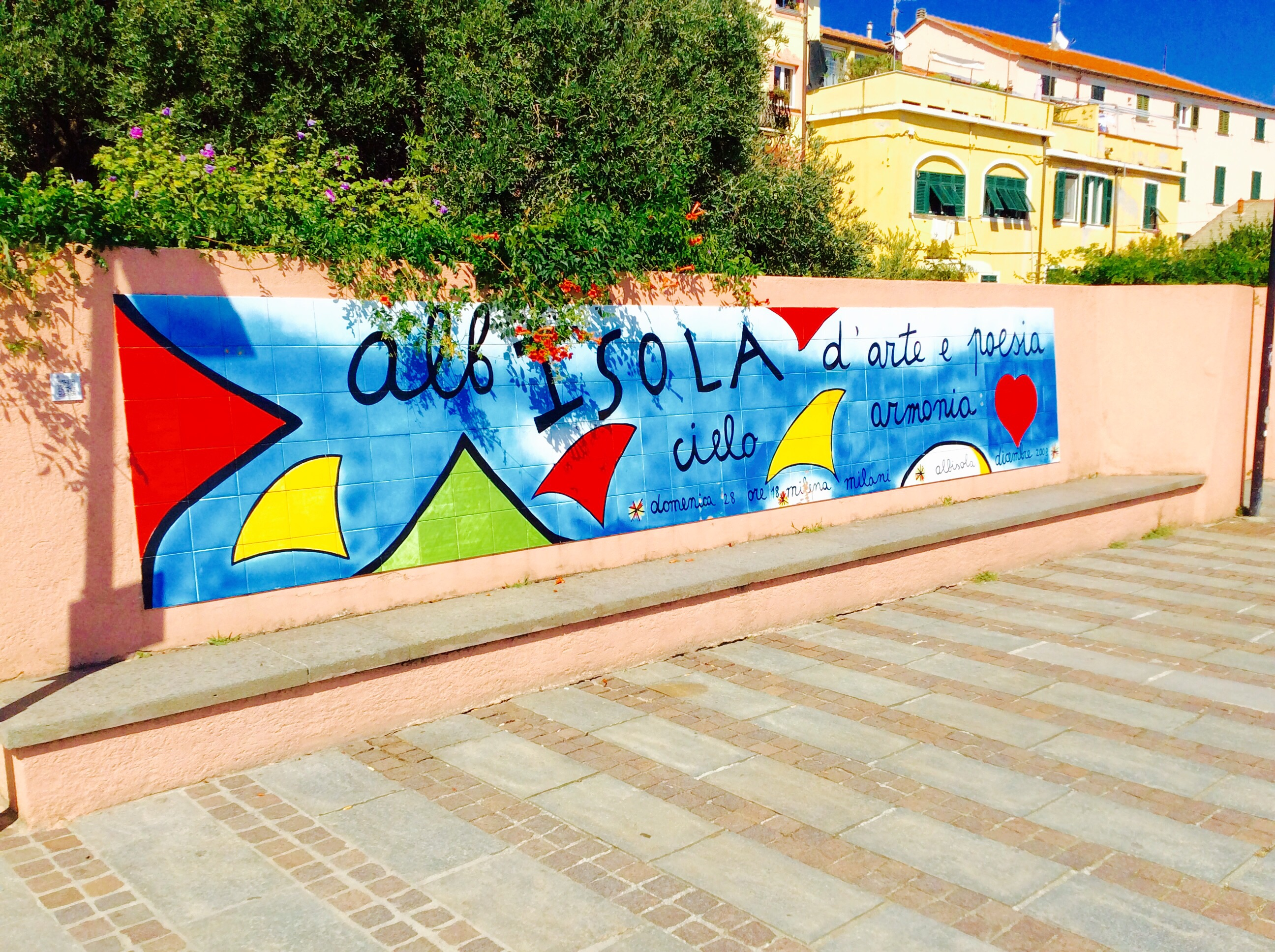
Pannello ceramico realizzato da Milena Milani
Passeggiata Eugenio Montale, Albisola Capo

Lottò vanamente per salvare dalla demolizione l'ottocentesca Stazione di Savona Letimbro, cui era molto legata: ricordava la stufa a legna della sala d'aspetto, col grande specchio in cui vedeva riflesso il proprio viso di ragazza.
Oltre che di letteratura, Milena Milani si è occupata attivamente di pittura, lavorando dal 1946 al 1963 con Carlo Cardazzo alla Galleria del Naviglio di Milano; ha inoltre fatto parte della corrente artistica dello spazialismo dalla sua fondazione, con Lucio Fontana, e ha partecipato con opere e scritti alle esposizioni di gruppo di questo movimento.
La sua prima mostra personale ha avuto luogo nel 1965 alla Galleria l'Argentario di Trento e, nello stesso anno, al Circolo degli Artisti di Albissola Mare. Nel 1969 ha esposto alla Galleria Regis di Finale Ligure; nel 1969 alla Galleria Il Punto di Torino e alla Galleria del Centro di Vercelli; nel 1970 da "Chez Venier" a Cortina d'Ampezzo, alla Galleria Il Traghetto 2 di Venezia e alla Galleria La Fontana di Savona; nel 1971 alla Galleria Il Salotto di Genova e alla Galleria Zanini di Roma; nel 1972 alla Galleria d'arte Farsetti di Cortina d'Ampezzo, alla Galleria "Bon à tirer" di Milano, alla Galleria Christian Stein di Torino, alla Galleria d'arte Cavour di Milano, alla Galleria dei Carbini di Varazze, alla Galleria de "Il Giorno" di Milano e allo Studio d'Arte Moderna SM 13 di Roma; nel 1973 alla Galleria Il Salotto di Como.

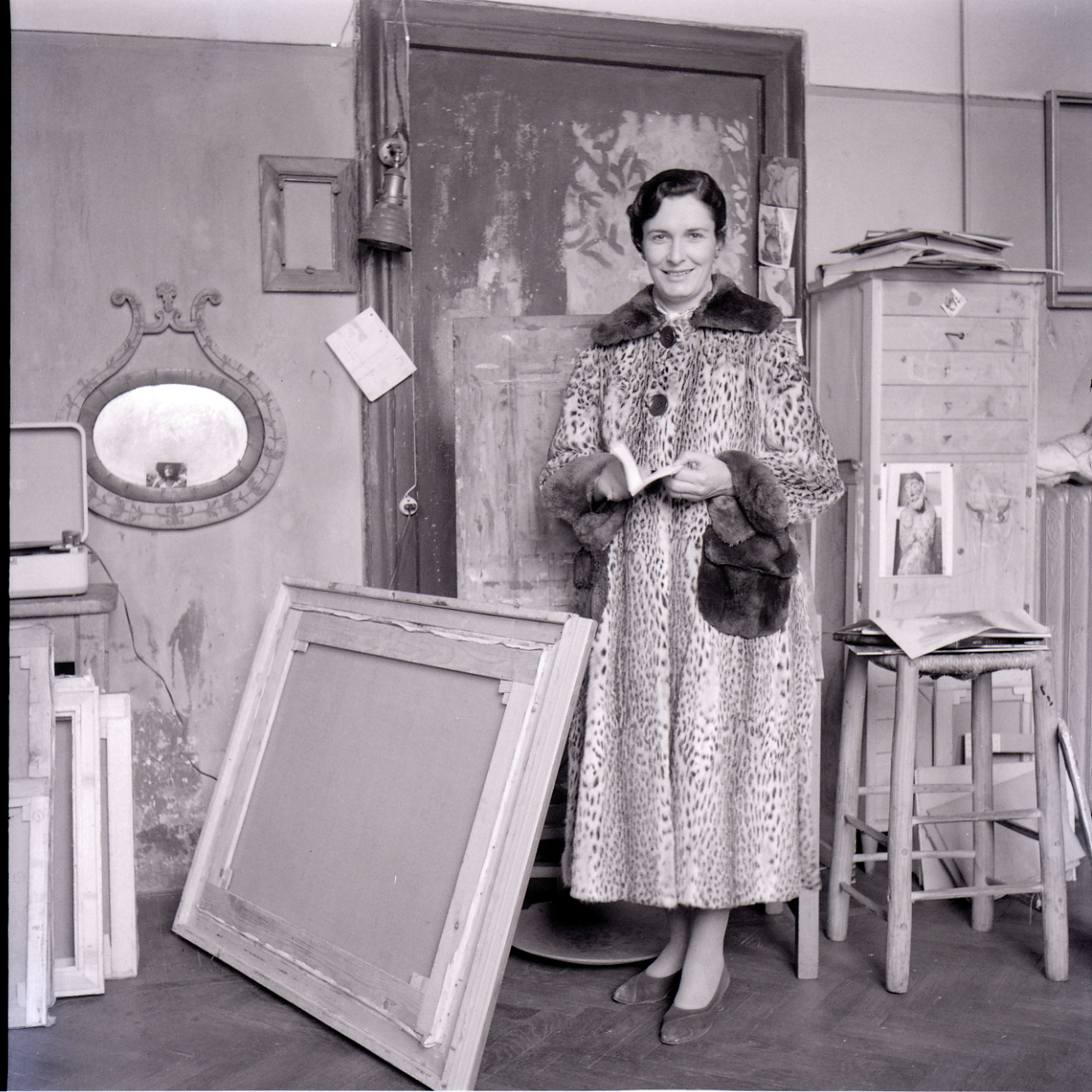
Milena Milani fotografata da Paolo Monti nel 1982 (Fondo Paolo Monti, BEIC)

Ad Albissola Marina, in Via dell'Oratorio, fu collocata nel 1998 un'opera della Milani, l'Albero della memoria a cui sono attaccate tante foglie in legno su ciascuna delle quali è inciso il nome di un artista locale scomparso. Dal 9 al 24 febbraio 2011 presso la Casa delle Letterature di Roma fu allestita un'importante mostra a lei dedicata comprendente edizioni originali dei suoi libri.
Trascorse gli ultimi anni all'Hotel Garden in viale Faraggiana, ad Albissola Marina: dall'alto della terrazza sul tetto dell'albergo, la Milani poteva veder le rive del torrente Sansobbia, su cui ebbe le prime esperienze artistiche e amorose, nel 1930. Morì nell'Ospedale San Paolo e volle essere inumata nel camposanto di Albissola.

## Opere

### Letteratura
- Ignoti furono i cieli, Venezia, ed. del Cavallino, 1944.
- L'estate, ib., 1946.
- Storia di Anna Drei, Milano, Mondadori, 1947.
- Uomo e donna, in Lucio Fontana, Concetti spaziali, present. di Beniamino Joppolo, Milano, Ed. Moneta, 1950. (racconto)
- Gli orsi di Mera, Milano, Fiumara, 1951.
- Uomo e donna, Milano, Moneta, 1952.
- La ragazza di fronte, con 6 disegni di Giuseppe Capogrossi, Venezia, Il Cavallino, 1953. (versi)
- Emilia sulla diga, Milano, Mondadori, 1954.
- Albisola 1963: 21 settembre-6 ottobre, testi di M. M. e Tullio d'Albisola; opere di Franco Bruzzone ... e altri, Albisola Capo, Galleria Pescetto, 1963.
- La ragazza di nome Giulio, Milano, Longanesi, 1964.[17]
- Italia sexy, Genova, Immordino, 1967.
- La mattina è diventata sera, con cinque acqueforti di Franco Gentilini, Pesaro-Milano, La Pergola Edizioni d'Arte, 1970. (versi)
- Milena Milani: dal 5 al 15 settembre 1970, Venezia, Galleria "Il Traghetto" 2, 1970.
- Proibito baciare Angela, in AA.VV., Selezione dal Reader's Digest (Papillon di Henri Charrière; L'alba di Adam Cooper di Howard Fast; Vennero di mattina di Giuseppe Marotta; Fiona di Catherine Gaskin; Il vecchio e il bambino di Claude Berri). Milano, Selezione dal Reader's Digest, 1971.
- Io donna e gli altri, Milano, Longanesi, 1972 (2 ed, 1983).
- Il sigillo dell'amicizia a André Verdet: Roma 16 gennaio 1972, S. l., s. n., 19.. (Roma, Romolo).
- Soltanto amore, Milano, Rusconi, 1976.
- Diana, Milano, Il falco, 1977.
- Oggetto sessuale, Milano, Rusconi, 1977.
- La rossa di Via Tadino, Milano, Rusconi, 1979.
- Mi sono innamorata a Mosca, Milano, Rusconi, 1980.
- La donna nell'arte italiana: aprile 1981, Reggio Emilia, Galleria La scaletta, 1981. (Catalogo della mostra tenuta a Reggio Emilia, presso la Galleria La Scaletta)
- Umori e amori, Milano, Rusconi, 1982.
- L'angelo nero e altri ricordi, Milano, Rusconi, 1984.
- Sei storie veneziane, prefazione di Giuseppe Gigliozzi, Firenze, Editoriale Sette, 1984.

#### Traduzioni
- Georges Gabory, La cassetta di piombo, disegni di Fiorenzo Tomea, Venezia, Edizioni del Cavallino, 1945.
- Wassily Kandinsky, Sguardi sul passato, Venezia, Cavallino, 1962. (trad. dal francese, tit.: Regard sur le passe).

#### Curatele
- Prima mostra nazionale 'Scrittori che disegnano e dipingono': Gigi Bailo, Romano Battaglia, Carlo Bernari, Valentino Bompiani, Dino Buzzati ..., Albisola Mare, 1-31 agosto 1974, Museo della ceramica e Sala congressi, S.l., s.n., 1974 (Savona, Priamar).

## Filmografia
- Scusi, lei è favorevole o contrario? (1966), regia di Alberto Sordi
- La ragazza di nome Giulio (1970), regia di Tonino Valerii